# Santa Maria de Montsió
Santa Maria de Montsió era un monestir situat al carrer de Montsió i la plaça de Santa Anna de Barcelona, actualment desaparegut, si bé l'església i el claustre del qual foren desmuntats per a ser reconstruïts a la Rambla de Catalunya, i després de la Guerra Civil espanyola, el segon fou novament desmuntat i traslladat a Esplugues de Llobregat. Així mateix, el Museu Nacional d'Art de Catalunya (MNAC) exhibeix una urna funerària de fra Francesc Botella, mort el 1376, procedent del monestir.

## Història

### Frares del sac
Des de 1261 hi ha constància de l'establiment a Barcelona dels germans de la Penitència, coneguts popularment com a Frares del sac per la seva indumentària. Aquest any van iniciar la construcció del convent del recinte protegit per la muralla del segle xiii, a la plaça de Santa Anna (actualment avinguda del Portal de l'Àngel), uns terrenys donats per Berenguer d'Espiells, xantre de la Seu de Barcelona, que es van ampliar amb la compra de finques veïnes el 1263, 1265 i 1267. Les dependències es van estendre fins a l'actual carrer d'Espolsa-sacs.
La comunitat va tenir una curta existència, a causa de la supressió d'ordes mendicants en el Concili de Lió de 1276.

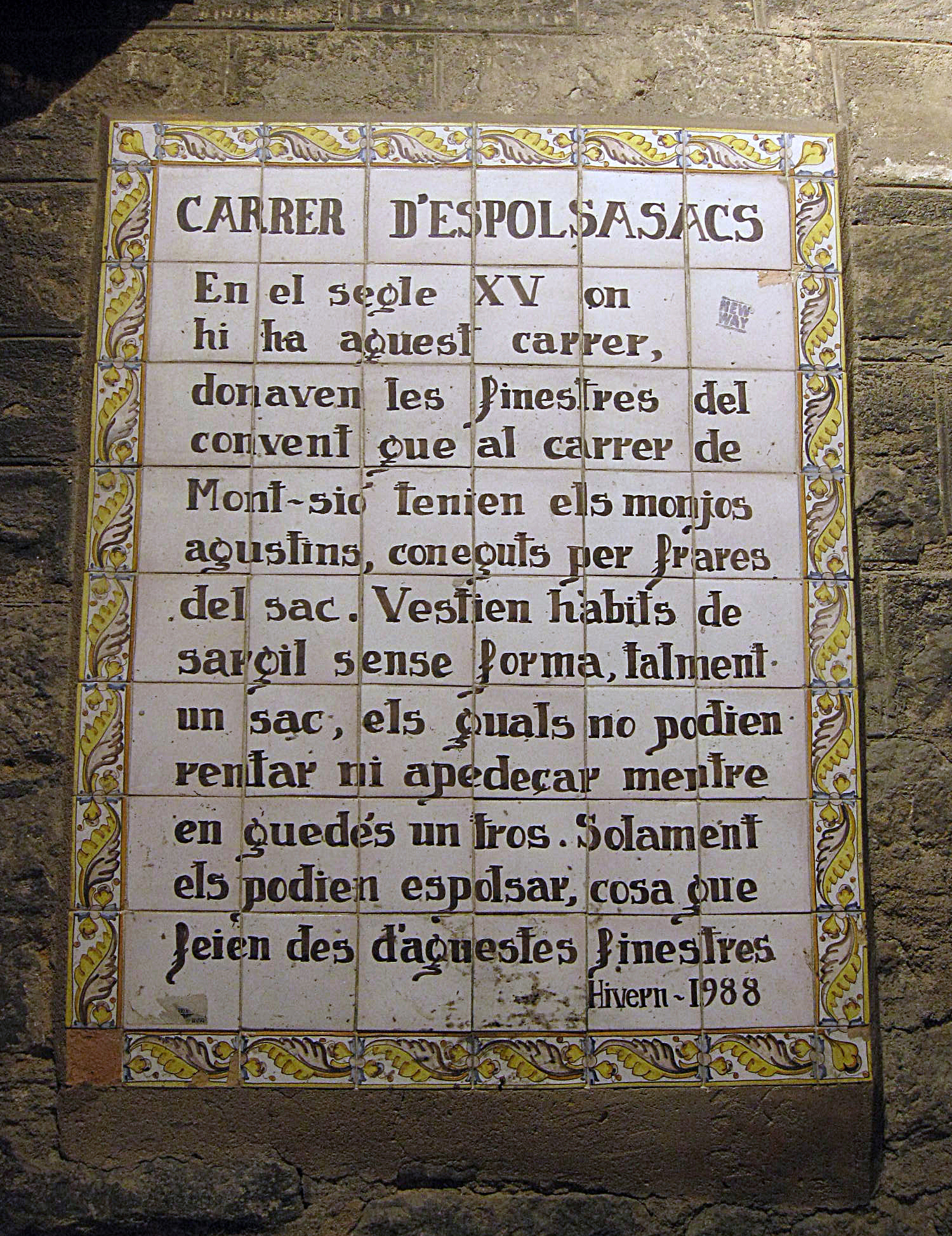
Ceràmica al carrer d'Espolsa-sacs en record de l'antic convent de Frares del sac

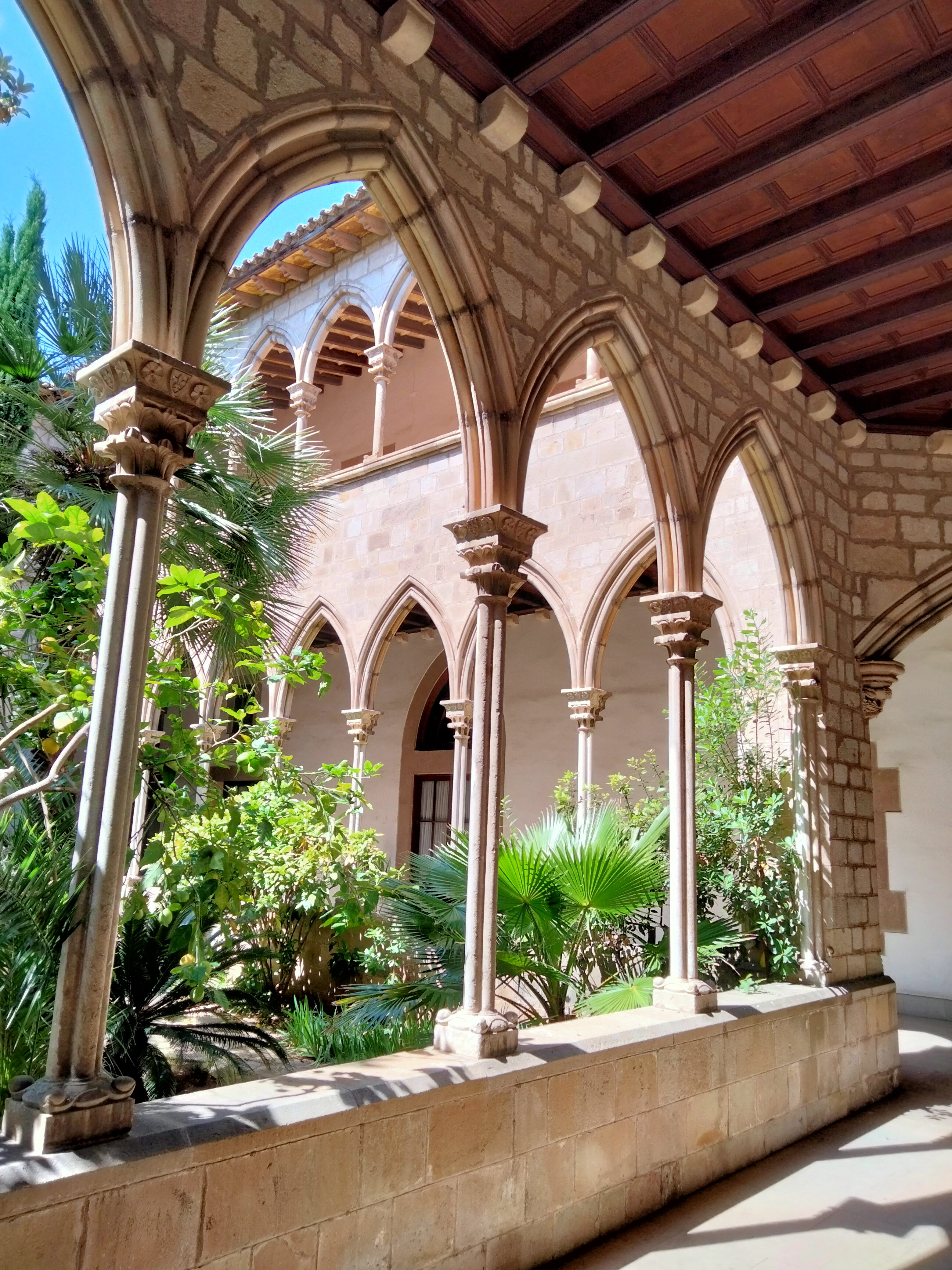
Claustre de Santa Maria de Montsió, a la seu actual d'Esplugues de Llobregat

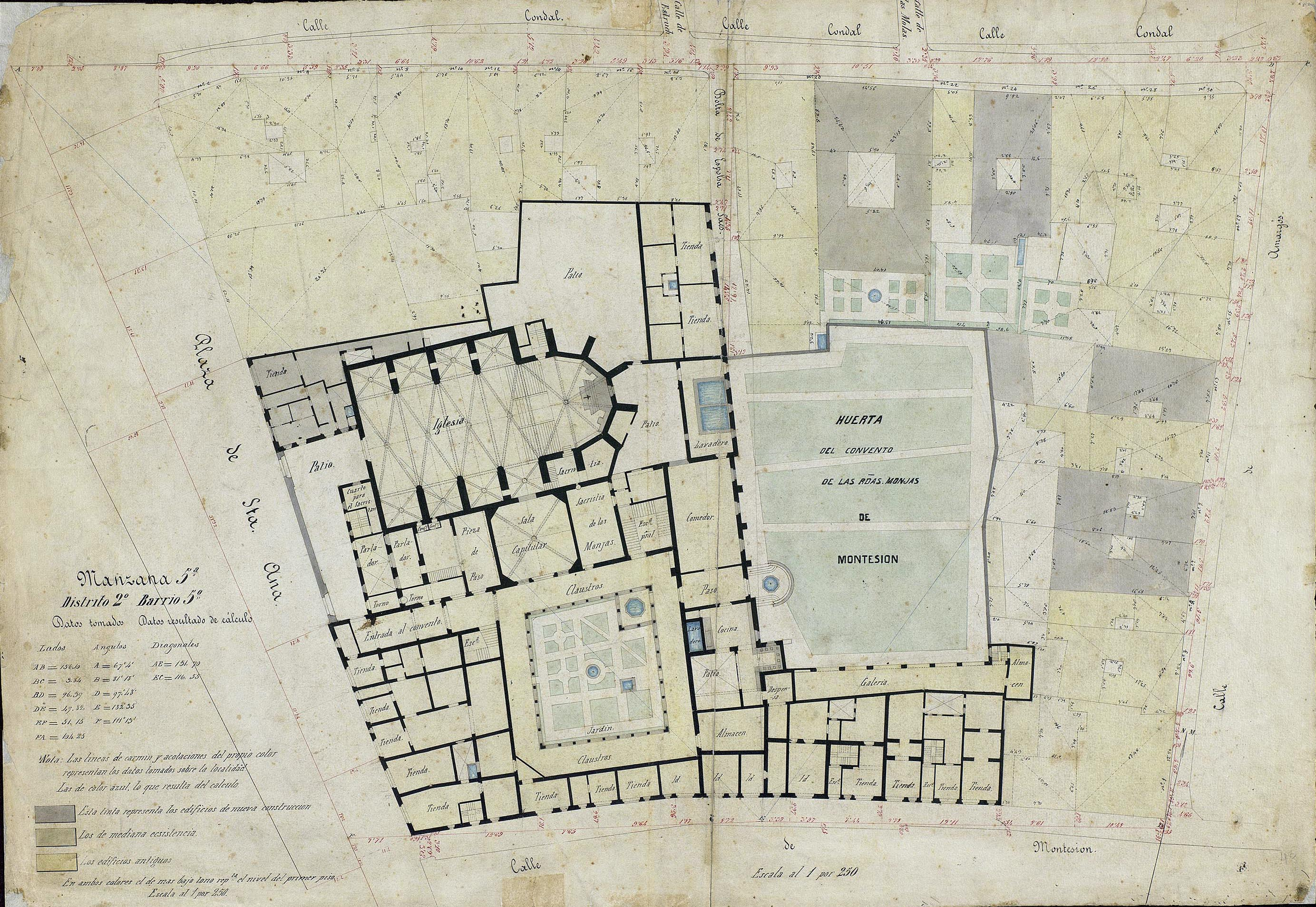
Quarteró núm. 48 de Garriga i Roca

### Santa Eulàlia del Camp
L'any 1155, el bisbe de Barcelona Guillem de Torroja va fundar una comunitat de canonges agustinians a l'església de Santa Eulàlia del Camp, situada fora muralla a prop del portal Nou, i de la que hi ha constància documental des del segle x. En aquesta capella es conservaven les relíquies de Sant Daniel, que té el sepulcre al Monestir de Sant Daniel de Girona. El 1173, Alfons I va encomanar als canonges de Santa Eulàlia el culte de la capella del Palau Reial. Al segle xiii es va crear un annex hospitalari al cenobi, que el 1401 va quedar integrat de l'Hospital de la Santa Creu.
A causa de la insalubritat del lloc, una zona de maresmes que afavoria el paludisme, el 1293 la comunitat va acordar traslladar-se al convent dels Frares del sac a la plaça de Santa Anna. Els cinc últims frares que quedaven d'aquesta comunitat, que estava en extinció, es van convertir en canonges agustinians. El trasllat va ser autoritzat per una butlla de Bonifaci VIII de 1295, que va encomanar al bisbe Bernat Pelegrí negociar la venda del convent als canonges de Santa Eulàlia. Una causa de discrepàncies en el preu, la compra no es concretà fins a 1308.
Al llarg del segle xiv, i per iniciativa de fra Bernard Jaubert i amb el suport de Joan I, es van portar a terme dues obres gòtiques importants: una capella annexa dedicada a Santa Maria de Montsió, la construcció es va iniciar el 1388, i el claustre, el 1391.
El 1420, a instàncies d'Alfons IV i gràcies a una butlla del papa Martí V, aquesta comunitat es va traslladar al veí monestir de Santa Anna i la fusió amb canònics, passant a denominar-se Santa Anna i Santa Eulàlia. Després del trasllat dels canònics agustinians, la reina Maria va prometre que el 1423 es podien instal·lar a Santa Eulàlia les monges dominiques de Sant Pere Màrtir, que van prendre a partir d'aquest moment el nom de Santa Maria de Montsió.

### Sant Pere Màrtir
La fundació del primer monestir de l'orde femení dominicà va ser possible gràcies al llegat de la infanta Maria d'Aragó (1299-1347), filla de Jaume el Just i Blanca d'Anjou, i a l'autorització de la seva germana Blanca, priora de Sixena, i el suport de fra Nicolau Rossell, que més endavant seria nomenat cardenal. El 1351 es va posar la primera pedra del monestir, dedicat a Sant Pere Màrtir, al lloc anomenat Mas d'en Bissanya, al costat de les Drassanes Reials de Barcelona, fora muralla. Com a fundadores, van arribar a la ciutat monges procedents del monestir de Prolha (Llenguadoc), i la primera priora fou Constança de Bellera. Mentre duraves les obres, les monges es van allotjar en una casa del portal de Jonqueres, i el 1354 es van traslladar a l'antiga comanda del Temple de Santa Maria de Palau, clausurada el 1317 i aleshores propietat del bisbe de Vic.
El 1357, les monges es traslladaren al nou monestir, però ben aviat s'adonaren que el lloc no era el més adequat, ja que es trobava desprotegit davant les incursions dels pirates berberiscs, i el 1359, la comunitat va haver de fugir a causa d'un atac de l'armada castellana durant la Guerra dels dos Peres. Així, el 1370, les monges van rebre de Pere del Cerimoniós uns solars propers a l'Hospital d'en Colom (actualment part de l'Hospital de la Santa Creu), i adquiriren també la casa Porta en aquell indret, i el 17 d'abril del 1371 s'hi pogueren traslladar.
El 4 de juliol del 1423, la comunitat tornà a traslladar-se al monestir de Santa Eulàlia del Camp dels frares agustins, coneguts com els Frares del sac, a la plaça de Santa Anna, que havia quedat desocupat en fusionar-se aquesta comunitat amb la de Santa Anna.

### Santa Maria de Montsió
El 1571, després de la batalla de Lepant, Joan d'Àustria i Lluís de Requesens donaren a la comunitat diverses banderes de capitans cristians, algunes capturades als turcs, i la imatge de la Mare de Déu que hi havia a la galera reial, coneguda com a Mare de Déu de la Victòria.
Durant el setge de 1713-1714, el monestir fou bombardejat i les monges van haver d'abandonar la clausura. Durant la Guerra del Francès (1809 i 1814), fou novament afectat, i amb la desamortització de Mendizábal (1836), fou convertit en seu del Liceo Filarmónico-Dramático Barcelonés (vegeu teatre de Montsió) fins a l'any 1846, quan les monges el recuperaren. Després de la Revolució de 1868, el govern tornà a incautar-lo fins al 1875, quan fou retornat a les monges, però pel seu estat ruïnós, el 1886 optaren per vendre'l als germans Pere i Francesc Martí i Puig, fills de l'industrial tèxtil Pere Martí i Palmerola (vegeu Passatge del Patriarca).
L'església i el claustre foren desmuntats per a ser reconstruïts a la Rambla de Catalunya (vegeu Església de Sant Ramon de Penyafort). El 1947, i davant la impossibilitat econòmica de restaurar el monestir, malmès durant la Guerra Civil, la comunitat decidí el trasllat a la masia de Can Casanovas d'Esplugues de Llobregat, on van endur-se el claustre, i l'església va ser convertida en parròquia i dedicada a sant Ramon de Penyafort.